# Конты-Вроцлавске
Конты-Вроцлавске (пол. Kąty Wrocławskie, нем. Kanth) — город в Польше, входит в Нижнесилезское воеводство, Вроцлавский повят. Имеет статус городско-сельской гмины. Занимает площадь 6,34 км². Население 5495 человек (на 2005 год).

## Галерея

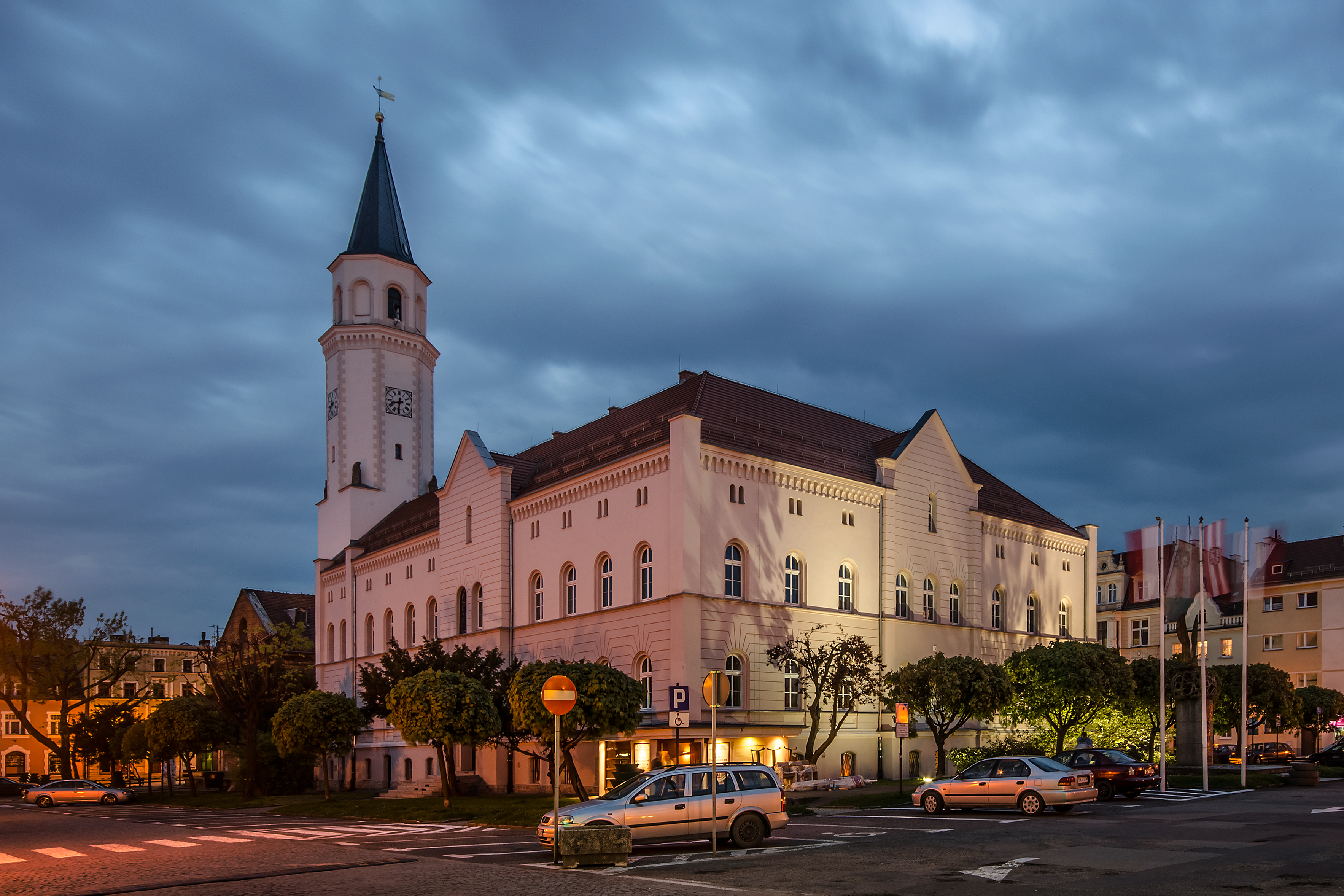
Ратуша
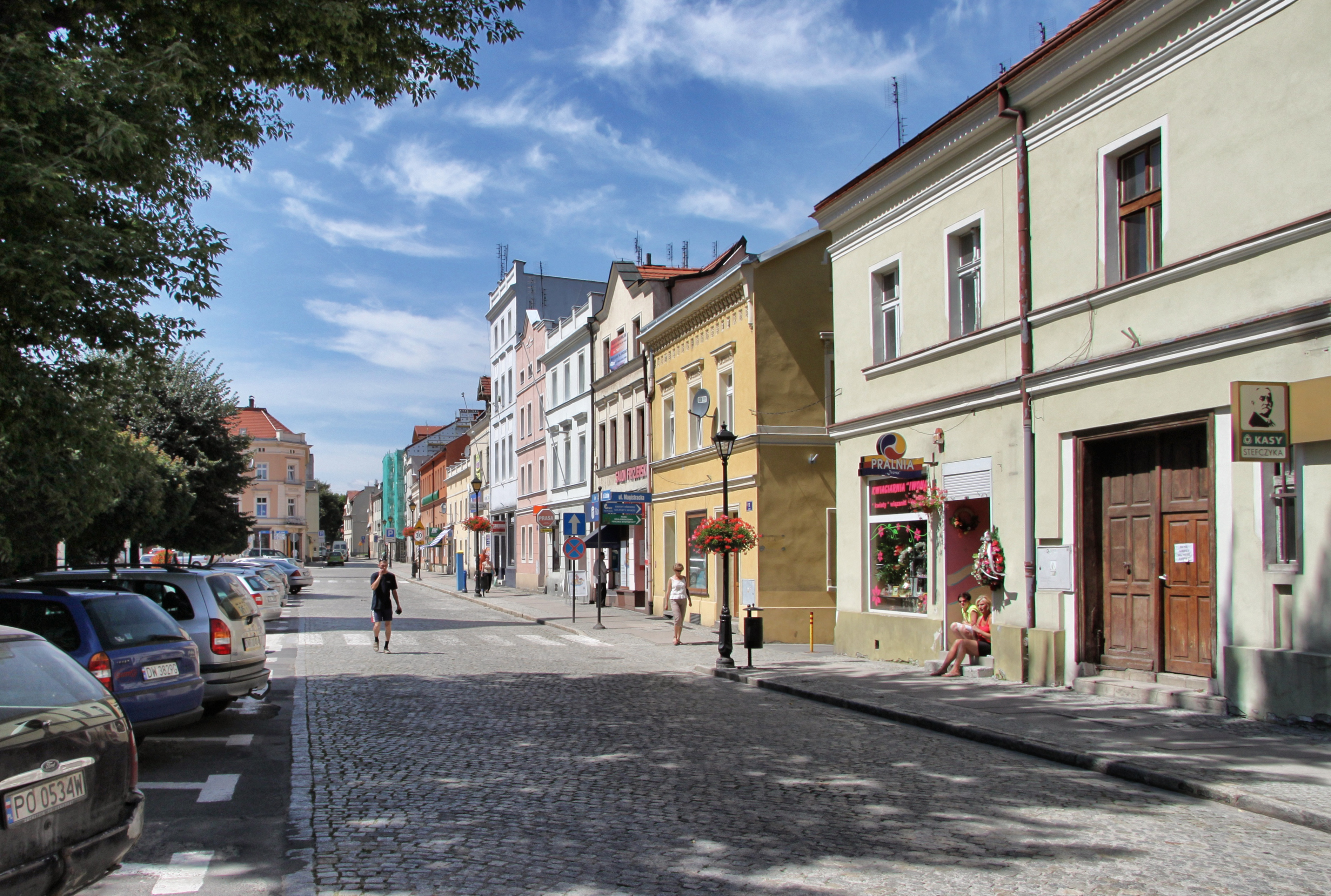
Рыночная площадь
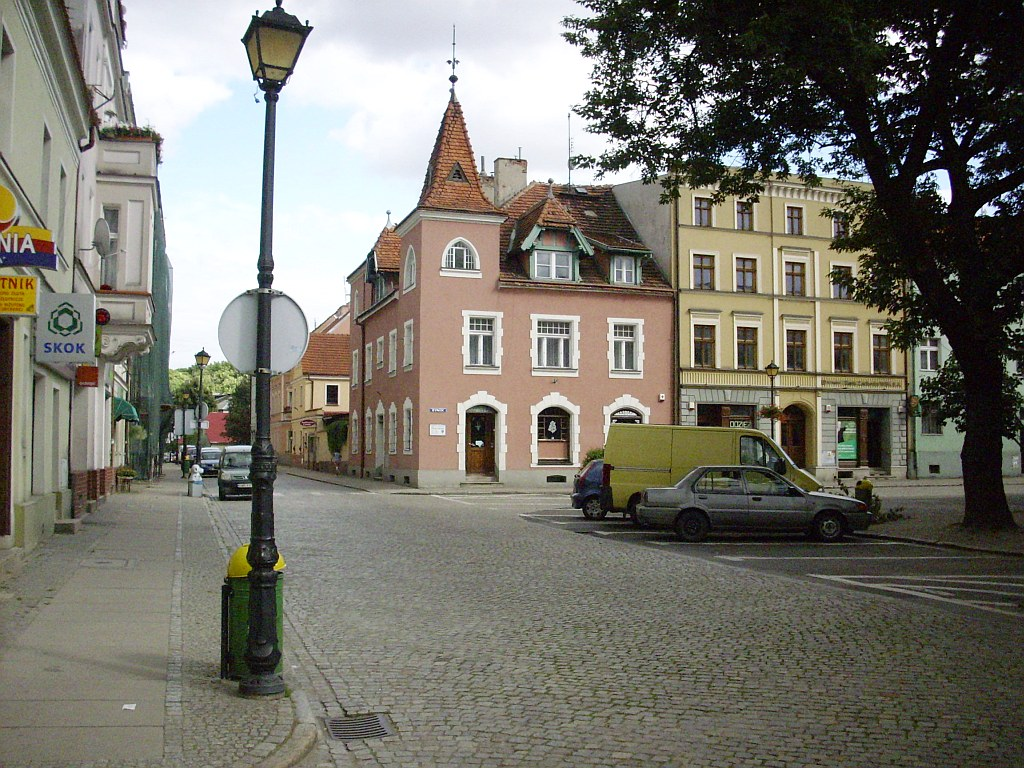
Улица и старинный дом
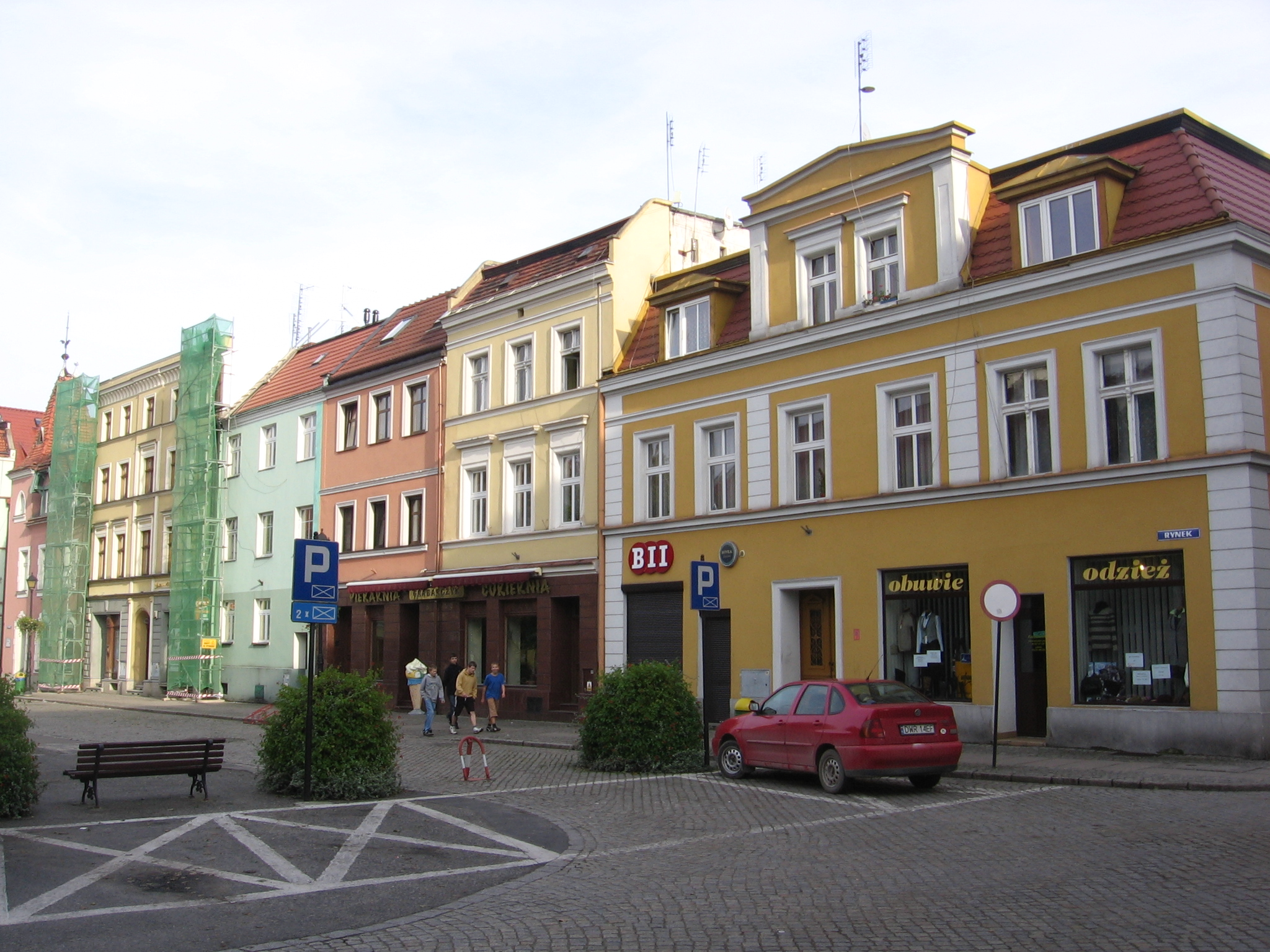
Старинные дома
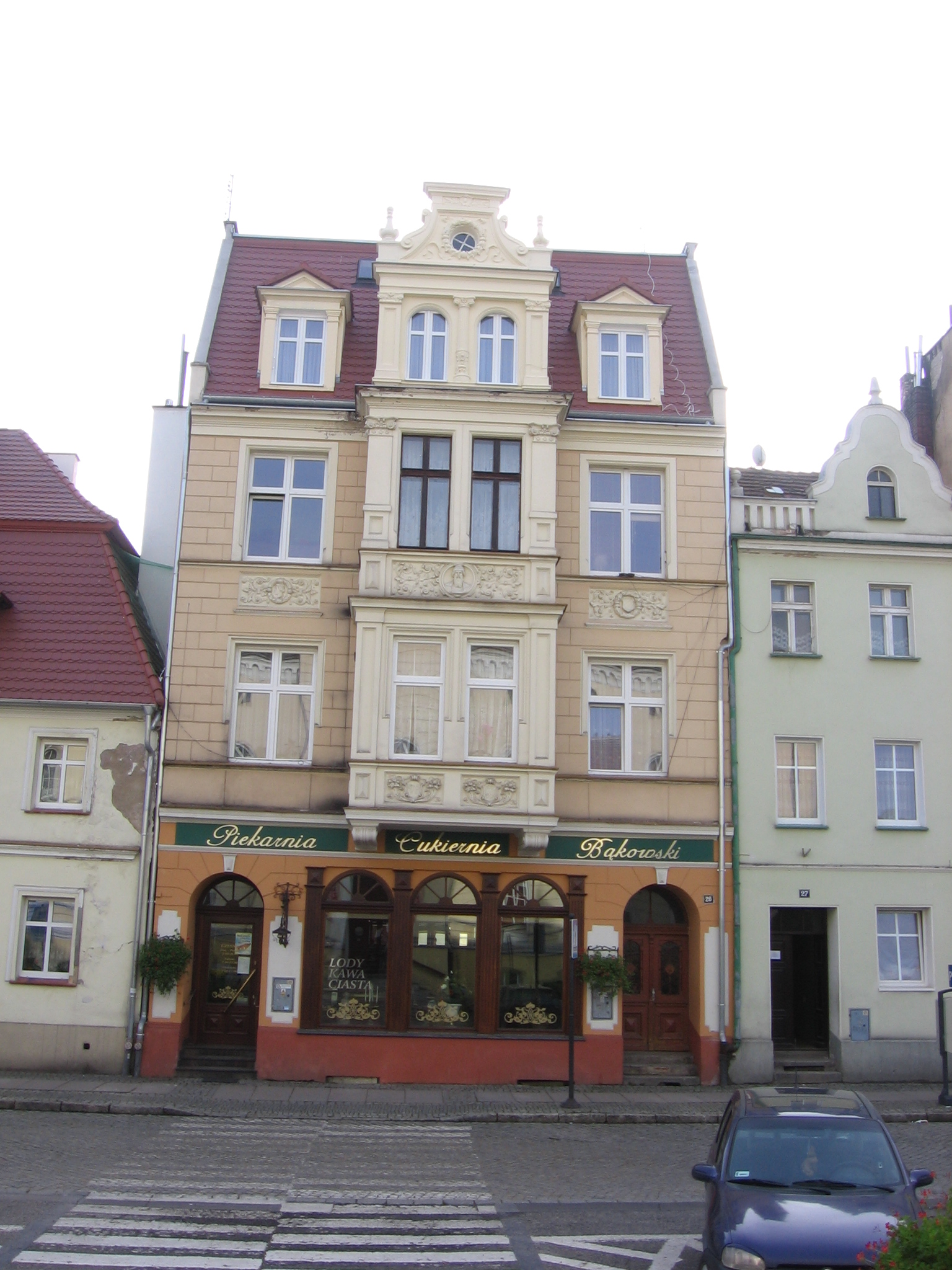
Старинный дом
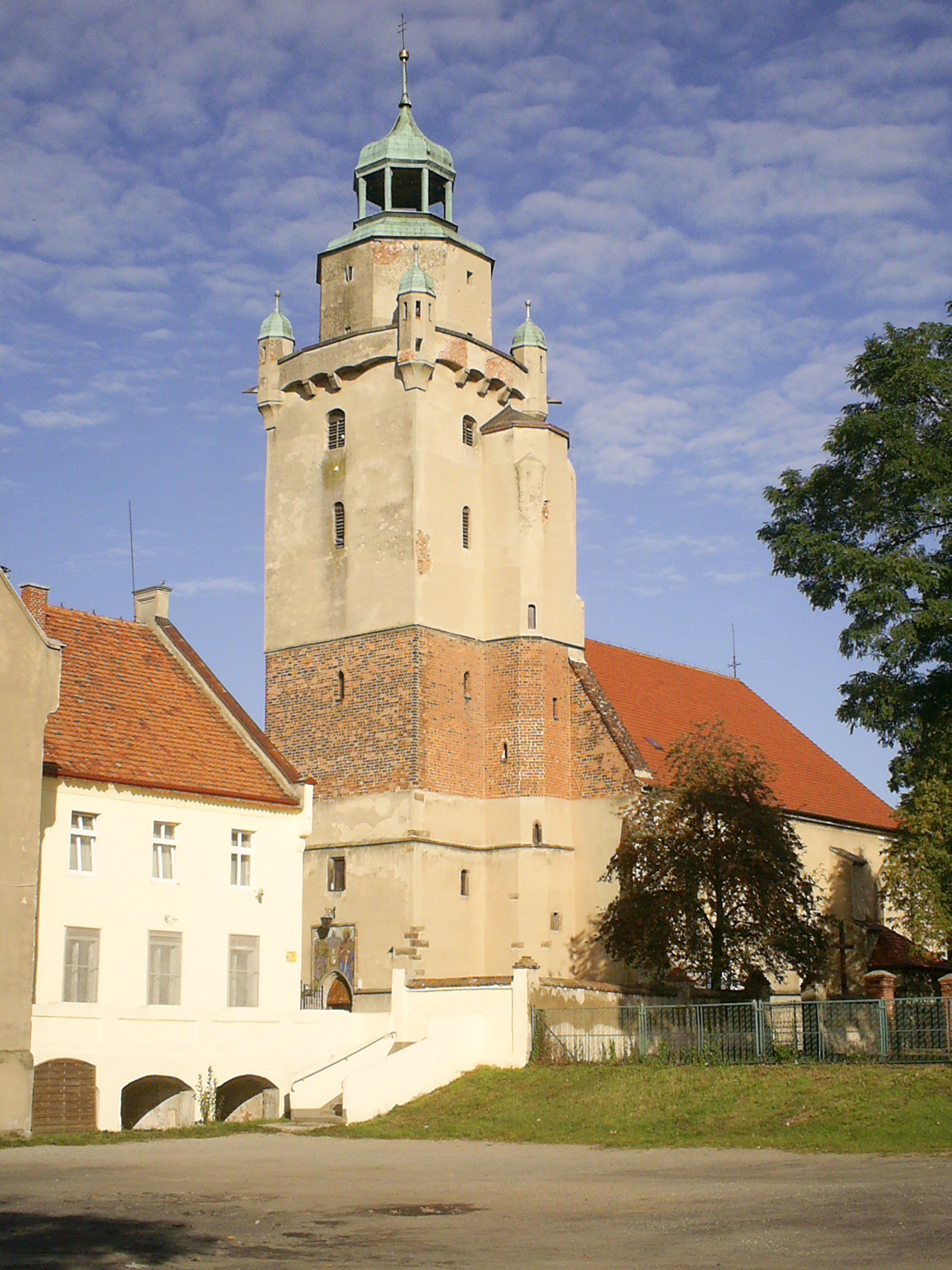
Церковь Св. Петра и Павла
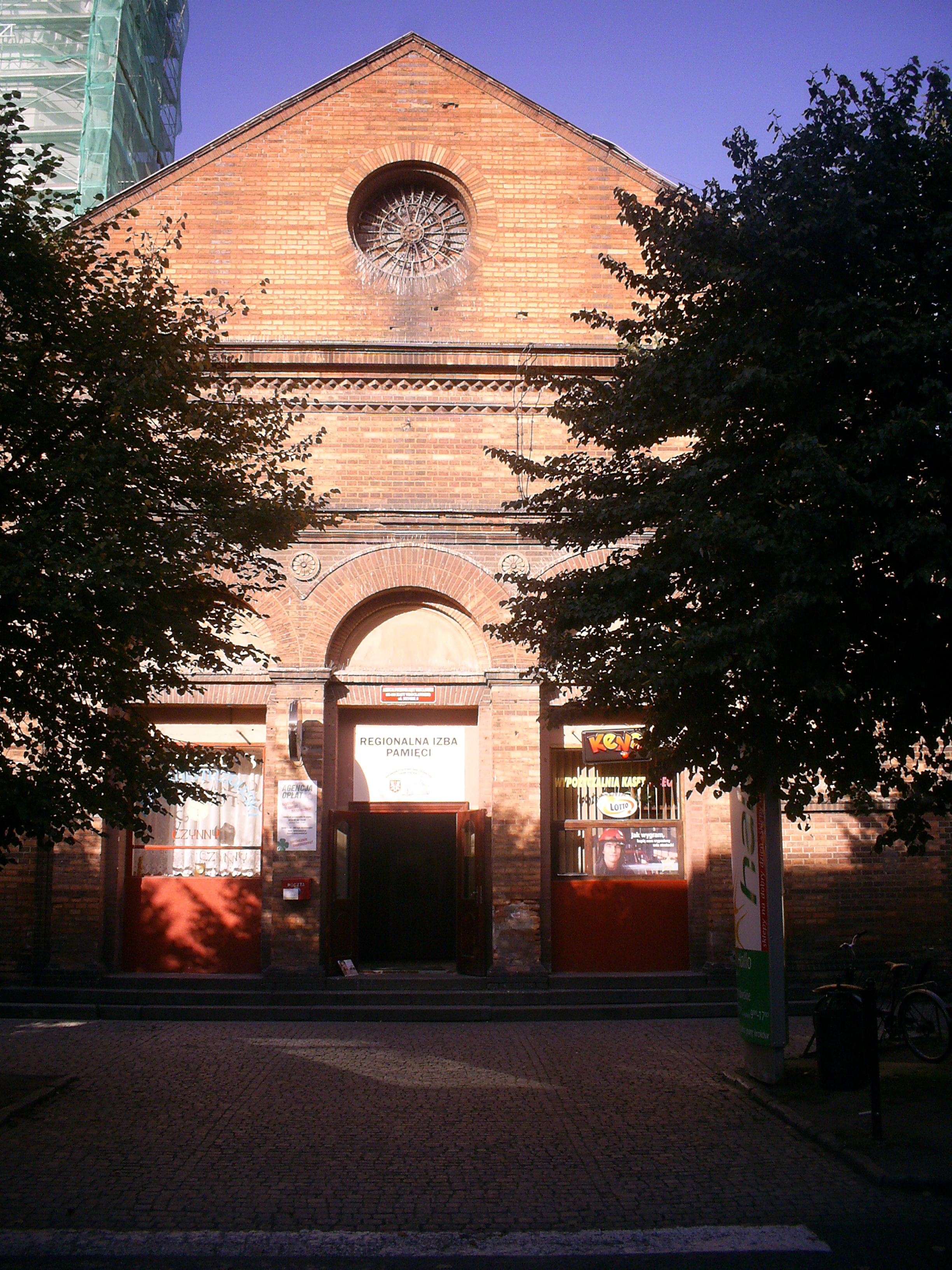
Церковь
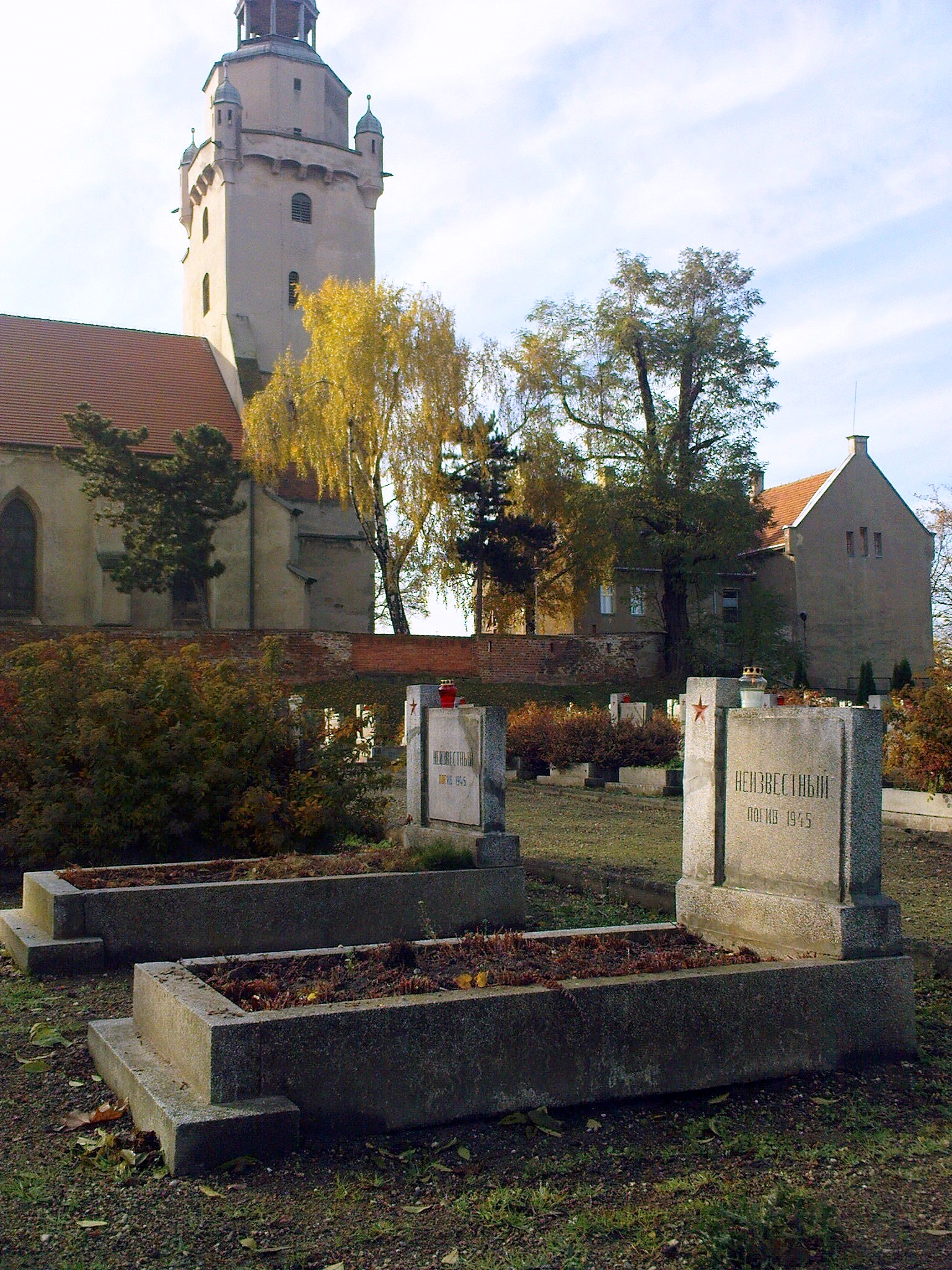
Кладбище советских солдат